# Truth/前往風的彼方
《truth/前往風的彼方》是嵐的第23枚單曲。於2008年8月20日發行。唱片公司為J Storm。

## 解說
- 與前作《One Love》僅相差2個月。以《truth》《前往風的彼方》雙A面形式發售的單曲。這是自《眼中的銀河/Hero》以來久違4年的第4張嵐的雙A面單曲。而第1、2首曲分別是劇集及奧運會主題曲的形式，亦是自該作以來的第2次。
- 本作是繼《藍天腳踏板》以來以3種形態發售，分初回限定盤1、初回限定盤2及通常盤3種類。作為特典的，有初回限定盤1的《truth》的PV（Video Clip）、初回限定盤2的《前往風的彼方》的PV（初回限定盤1及2的曲順相反），而通常盤額外收錄C/W曲，House食品的廣告歌《微笑》。
- 《truth》是成員大野智主演的TBS金曜劇《魔王》的主題曲。歌詞包含劇中不斷重覆的要素，如「謎」「黑暗」「真相」「百合」「分不開的隱藏著的兩張臉孔」等。
- 《前往風的彼方》是2008年日本電視台節目《北京奧運》的印象曲。Rap詞是由兼任《前往風的彼方》的Rapper以及《北京奧運》主播的櫻井翔作詞。這是櫻井自己在擔任新聞主播時，向參與京奧的日本代表選手取材時與他們身同感受而寫下來的。

### 主要紀錄
- 公信榜發表的初日指數超過前前作《Step and Go》所建立的紀錄，是指數公開後的單曲歷代1位。[2]
- 於2008年9月1日付的週間榜中取得首位，於嵐是連續12作、合計19作。
- 僅是首日銷量就突破20萬枚，第2天突破30萬枚，超越了前作及前前作的初動銷量。第4天突破40萬枚，最終銷量接近47萬枚。這是週間單曲榜中取得2008年度發售單曲的最高紀錄，以高水準僅初動就於2008年9月第1週時點晉身年榜第2位。[3]由公信榜集計的單曲超過40萬枚初動銷量的，是繼KAT-TUN的單曲《在我們的城市裡》以來久違約1年9個月，於嵐自身的單曲而言，亦是繼出道曲《A·RA·SHI》以來第2張。本作僅是初動就超過了從《SUNRISE日本/HORIZON》到《Step and Go》所有單曲的累積銷量。
- 發售第2週，與前作《One Love》一起，2008年首次有單曲突破50萬枚銷量，亦是該年度唯一一張累計銷量超過60萬枚的單曲。
- 取得2008年日本公信榜年度第1位，是嵐的首次。[4]並且久違19年，繼1989年的PRINCESS PRINCESS，成為史上獨佔年間第1、2位的第5組歌手。[5]只是作為年度冠軍單曲，是繼2004年平井堅《輕閉雙眼》以來未達到百萬銷量，瀨川瑛子《不能把命給你》以來低於70萬枚。
- 年度第10位是次作《Beautiful days》。同一歌手年間單曲榜TOP10中同時取得3位，是自2002年宇多田光以來久違6年，以男性歌手來說更是自1988年光GENJI以來久違20年的紀錄。而在「銷量最高的單曲作品」以及「單曲銷量金額最高的歌手」兩榜中亦是第1位，取得2008年單曲2冠。
- 複數A面的單曲取得年間首位是濱崎步《H》以來久違6年。
- 這是首次有奧運會關聯曲取得年間首位。
- 獲得2008年第23回日本金唱片大賞本地音樂部門年度單曲獎。[6]

## 收錄曲

### 通常盤
1. truth
（作詞：HYDRANT　作曲：HYDRANT　編曲：前口渉）
TBS連續劇《魔王》主題曲（大野智主演）
2. 前往風的彼方
（作詞：多田慎也　Rap詞：櫻井翔　作曲：Pippi Svensson, Anders Dannvik　編曲：Hans Johnson）
日本電視台節目《GO!北京》（北京奧林匹克節目）主題曲（櫻井翔主播）
3. 微笑
（作詞、作曲：Erik Lidbom, youth case　編曲：北川吟）
House食物「Tongari Corn」嵐滑輪單車篇廣告歌
4. truth（Original Karaoke）
5. 前往風的彼方（Original Karaoke）
6. 微笑（Original Karaoke）

### 初回限定盤1

#### CD
1. truth
2. 前往風的彼方

#### DVD
1. truth（Video Clip）

### 初回限定盤2

#### CD
1. 前往風的彼方
2. truth

#### DVD
1. 前往風的彼方（Video Clip）